# 索爾蒂洛 (印第安納州)
索爾蒂洛（英語：Saltillo）是一個位於美國印第安納州華盛頓縣的城鎮。

## 人口
根據2010年美國人口普查的數據，索爾蒂洛的面積為2.99平方千米，當中陸地面積為2.98平方千米，而水域面積為0.01平方千米。當地共有人口92人，而人口密度為每平方千米31人。